# Sandra Sepúlveda
Sandra Sepúlveda (Bello, Antioquia, Colombia; 3 de marzo de 1988) es una futbolista colombiana, juega de portera y su equipo actual es La Equidad de la Liga Profesional Femenina de Fútbol de Colombia.
Ha pasado por varios clubes de la Liga femenina en Colombia, entre ellos Deportivo Cali e Independiente Medellín. Además jugó en la liga Israel en el Maccabi Kiryat Gat.

## Selección nacional
El 3 de julio de 2022 es convocada por el técnico Nelson Abadía para la Copa América Femenina 2022 a realizarse en Colombia.

### Participaciones en Copas del Mundo
| Mundial                                 | Sede                      | Resultado        | Partidos | Goles |
| --------------------------------------- | ------------------------- | ---------------- | -------- | ----- |
| Copa Mundial Femenina de Fútbol de 2011 | Alemania                  | Primera fase     | 3        | 0     |
| Copa Mundial Femenina de Fútbol de 2015 | Canadá                    | Octavos de final | 4        | 0     |
| Copa Mundial Femenina de Fútbol de 2023 | Australia y Nueva Zelanda | Cuartos de final | 0        | 0     |

### Participaciones en Copa América
| Copa                       | Sede     | Resultado    | Partidos | Goles |
| -------------------------- | -------- | ------------ | -------- | ----- |
| Copa América Femenina 2014 | Ecuador  | Subcampeona  | 7        | 0     |
| Copa América Femenina 2018 | Chile    | Cuarto lugar | 7        | 0     |
| Copa América Femenina 2022 | Colombia | Subcampeón   |          |       |

## Clubes
| Club                          | País     | Año           |
| ----------------------------- | -------- | ------------- |
| Club Deportivo Formas Íntimas | Colombia | 2009-2014     |
| Kiryat Gat                    | Israel   | 2015-2017     |
| Junior                        | Colombia | 2018          |
| Independiente Medellín        | Colombia | 2019-2020     |
| Deportivo Cali                | Colombia | 2021          |
| Independiente Medellín        | Colombia | 2023-2024     |
| Llaneros                      | Colombia | 2024          |
| La Equidad                    | Colombia | 2025-presente |

## Palmarés
En 2021 fue campeona con Deportivo Cali de la Liga Profesional Femenina.